# Ломовка (Бєлорєцький район)
Ло́мовка (рос. Ломовка, башк. Ломовка) — село (колишнє смт) у складі Бєлорєцького району Башкортостану, Росія. Адміністративний центр та єдиний населений пункт Ломовської сільської ради.
До 17 грудня 2004 року смт у складі Ломовської селищної ради підпорядковувалось Бєлорєцькій міській раді, оскільки місто Бєлорєцьк мало статус міста обласного підпорядкування.
Населення — 2620 осіб (2010; 3172 в 2002).